# Yonathan Arfi
Pour les articles homonymes, voir Arfi.
Yonathan Arfi, né le 14 avril 1980, est un chef d'entreprise français et un militant associatif. Membre du Conseil représentatif des institutions juives de France (CRIF) depuis 2002, élu vice-président le 4 février 2014, il est candidat à la présidence en 2022. Élu président du CRIF le 26 juin 2022, il succède à Francis Kalifat.

## Biographie

### Famille et jeunesse
Yonathan Arfi, né à Toulouse, vient d'une famille séfarade originaire d’Algérie et du Maroc.
Il passe sa jeunesse dans les Yvelines. Il est membre des Éclaireuses et éclaireurs israélites de France puis président de l'Union des étudiants juifs de France (UEJF) de 2003 à 2005,,. Il est diplômé de HEC.

### Activité professionnelle
Yonathan Arfi dirige un groupe de sociétés actif dans le conseil aux entreprises,. 

### Autres activités
Yonathan Arfi est membre du conseil d'administration de l'Alliance israélite universelle (AIU) et de l'Œuvre de secours aux enfants (OSE).

### Conseil représentatif des institutions juives de France
Yonathan Arfi entre au bureau exécutif du Conseil représentatif des institutions juives de France (CRIF) en 2007, puis est élu vice-président de 2014 à 2022,,, et porte la protestation contre Dieudonné. Le 26 juin 2022, il est élu président du Conseil représentatif des institutions juives de France (CRIF), pour un mandat de 3 ans,,,.

## Prises de positions

### Lutte contre l’antisémitisme politique en France
En tant que vice-président du CRIF, il prend en mai 2022 des positions publiques contre Marine Le Pen et proteste contre des déclarations d'Éric Zemmour. Par ailleurs, au même moment, il dénonce des tags antisémites à l'université de Nanterre
Le 23 novembre 2023, il réagit lors d'une interview à BFMTV[réf. nécessaire]
aux propos de Dominique de Villepin, dénonçant trois jours plus tôt la pression exercée sur les artistes qui souhaitent exprimer leur solidarité avec la Palestine, soumis à une pensée unique, souhaitée par les actionnaires, sous peine de perdre leurs contrats. Cette phrase, dépourvue de toute référence au judaïsme, est « travestie » en reliant « finance » et « Juifs » par la chaîne, qui allègue que Villepin aurait dénoncé « la domination de la finance juive sur les sociétés occidentales », le bandeau en bas de l’écran affichant « “Domination” juive : de Villepin fait polémique ». Contestée dès le lendemain, la chaîne présente immédiatement des excuses pour une une « formulation inexacte et malheureuse ». Le CDJM, instance déontologique saisie, conclut en mars 2024 « qu’inventer des propos en les attribuant à un interlocuteur alors qu’il ne les a pas tenus est altérer un document » et viole donc la Charte de Munich. Le mois suivant, BFM est mise en demeure par l'Arcom car « les propos tenus par le présentateur et son invité, ainsi que le bandeau les accompagnant, traduisaient une présentation factuellement inexacte »,. Yonathan Arfi maintient cependant son analyse sur ces propos de Villepin en 2023, les assimilant à "une rhétorique complotiste ou antisémite" lors d'un discours de juillet 2025, dont Villepin est l'une des deux cibles principales, avec Jean-Luc Mélenchon, ,. Villepin dénonce le lendemain des "propos gravissimes" car risquant "d'établir une confusion" entre "la politique du gouvernement de Netanyahu, l’Etat d’Israël et la communauté juive".
Lors des législatives françaises de 2024, il appelle solennellement le PS et les partis de gauche à rejeter toute alliance avec La France Insoumise, en déclarant que « La France Insoumise a fait de la haine des Juifs son fonds de commerce électoral : s'allier avec LFI, c'est composer avec l'antisémitisme ».

### Stands israéliens au salon français de l’aéronautique et de l’armement
Lors du dîner du 39ème dîner du CRIF, le 3 juillet 2025, il dénonce le refus du gouvernement français "que soient exposés au Bourget les moyens qui ont permis de mener" l'opération de frappes contre la menace nucléaire iranienne, "faisant référence à la condamnation de l’accès de plusieurs stands israéliens au Salon de l’aéronautique et de l’armement, qui s’est tenu du 16 au 22 juin 2025 au Bourget en Seine-Saint-Denis",.

### Autres prises de positions
En juin 2022, à la suite de la fresque polémique d'Avignon sur Jacques Attali,, il a dénoncé dans une interview sur France Inter la montée inquiétante de l'antisémitisme en France dénonçant également par ailleurs la difficulté d'être juif dans la société française aujourd'hui,.

### Famille
Il est le petit-neveu du nageur français et survivant de la Shoah Alfred Nakache.
Il est père de quatre enfants.

### Décoration
- Chevalier de la Légion d'honneur (décret du 3 juillet 2024)[42].

## Publication
- Yonathan Arfi, Paul Bernard, Jean-Yves Camus, Amar Dib, Alain Finkielkraut, Natacha Polony, Yazid Sabeg, Dominique Schnapper, Dominique Sopo, Pierre-André Taguieff, Michel Wieviorka, Les Enfants de la République. Y a-t-il un bon usage des communautés ?, Union des étudiants juifs de France/Éditions de La Martinière, 2004  (ISBN 2846751099 et 9782846751094)